# Коллекция Гёц
Коллекция Гёц (нем. Sammlung Goetz) — коллекция произведений современного искусства — картин, графических работ, рисунков, фотографий, видеоработ и инсталляций — собранная меценатом и коллекционером Ингвильд Гёц начиная с 1960-х годов; собрание выставляется в собственном здании, спроектированном швейцарским архитектурным бюро «Herzog & de Meuron» и расположенном в районе Оберфёринг города Мюнхен — на улице Оберфёрингер-штрассе; в 2004 году здание, включающее в себя специализированную библиотеку с фондом в 7000 томов, было расширено. В сентябре 2013 года Гёц передала коллекцию и музей в дар Баварии.

## История и описание
Здание музея, в котором размещается Коллекция Гёц, находится на улице Оберфёрингер-штрассе в мюнхенском районе Оберфёринг. Галерея ставит себе целью оформлять временные выставки так, чтобы «посетитель увидел мир ранее невообразимым для себя образом» — тем самым она надеется «изменить мышление и взгляды всех посетителей».
Сама Коллекция Гёц возникла как частное собрание произведений современного искусства, которую приобретала мюнхенская меценат Ингвильд Гетц; она интересовалась работами, созданным с 1960-х годов до наших дней. Первоначально она уделяла основное внимание работам течения «Арте повера» 60-х годов; в дальнейшем их дополнили произведения молодых американских и британских художников. Сегодня коллекция включает в себя целый ряд объектов: это и картины, и графика, и рисунки, и фотографии, и произведения видео-арта, и, разумеется, многочисленные пространственные инсталляции. Для медиа-арта в музейном здании была создана отдельная зона («BASE103»), разместившаяся в подвале и отвечающая, по мнению самого музея, всем техническим и пространственным требованиям.
В сентябре 2013 года Ингвильд Гетц подарила своё собрание и музей Свободному государству Бавария; работы, принадлежащие членам её семьи, останутся в музее в качестве постоянной коллекции. 9 марта 2017 года Гетц получила награду от Фонда имени Конрада Аденауэра за её роль «яркого посредника в области современного искусства», а также и за роль «образцового покровителя искусств».
«Sammlung Goetz» располагает собственным музейным зданием, спроектированным швейцарскими архитектурным бюро «Herzog & de Meuron» — продажа нескольких работ художника и скульптора Сай Твомбли помогли профинансировать его строительство. С 1993 года в галерее проводятся временные выставки для представления обширной основной коллекции. В 2004 году здание музея было расширено для размещения медиа-зоны, созданной по проекту мюнхенского архитектора Вольфганга Брюна (при консультации с «Herzog & de Meuron»): пространство должно было позволить посетителям сосредоточиться исключительно на представленном видеоряде, не отвлекаясь на посторонние цвета и шумы. Комната, отделанная темным войлоком, создаёт визуальный контраст с остальными выставочными пространствами и отделена от них несколькими помещениями, с постепенно уменьшающейся освещённостью.
Единственный корпус музейного здания стоит на огороженной парковой территории: поскольку строительные нормы и правила застройки жилых районов накладывали ограничения как на площадь, так и на высоту строения, надземный выставочный зал был дополнен подвалом для достижения желаемой общей выставочной площади. Два надземных этажа имеют высоту потолка в 5,5 и 4 метра.
Внутренний дизайн не следует обычной практике для подобных помещений: так большой выставочный зал находится в подвале, а три небольшие зала размещены на верхнем этаже. Вместо классических «световых проёмов» (окон) было решено использовать матовые «стеклянные ленты» под потолком — чтобы дневной свет как на верхнем этаже, так и в подвале был без бликов, равномерно освещая произведения. Благодаря этому удалось достигнуть одинакового освещения во всех выставочных залах — как находящихся в подвале, так и расположенных на верхнем уровне. Целью было «эквивалентное качество» всего выставочного пространства.
Кураторская и научная работа администрации коллекции сосредоточена в специализированной справочной библиотеке, насчитывающей около 7000 томов, посвященных преимущественно искусству второй половины XX и начала XXI века. В библиотечном фонде представлена подборка международных групповых и выставочных каталогов, начиная с конца 1970-х годов; каталоги ключевых музеев, коллекций и галерей представлены в библиотеке наряду с подборкой художественных и научных журналов. Музейный архив документирует как работу художников из коллекции, так и развитие самого собрания; его использование возможно в научных целях.
Музей в Мюнхене сотрудничает с целым рядом международных институтов, работающих в сфере современного искусства — включая такие галереи как Центр искусств и медиатехнологий (Карлсруэ), Новый музей в Веймаре, Музей Везербург (Бремен), Кунстхалле Баден-Бадена, Рудольфинум (Прага), Fries Museum (Леуварден) и галерея «Deichtorhallen» (Гамбург).